# Richard Collinson
Richard Collinson (Gateshead, 1811 - Ealing (ahora parte del Gran Londres), 13 de septiembre de 1883) fue un oficial naval inglés y explorador del Ártico, conocido por haber participado en el archipiélago ártico canadiense en una de las expediciones de búsqueda del Almirantago de la expedición perdida de Franklin y ser el primero en atravesar las aguas del estrecho de los Delfines y la Unión, del golfo de la Coronación y del estrecho de Dease.

## Biografía
Richard Collinson fue a la escuela hasta la edad de 12 años cuando el capitán Thomas Maling se ofreció a reclutarlo como guardiamarina. Entró en la Royal Navy el 2 de diciembre de 1823 y comenzó su carrera en el barco de Maling, el Cambridge, con un largo viaje a lo largo de la costa del Pacífico de América del Sur. Después de su regreso a casa en junio de 1827 pasó unos meses de inactividad a bordo del Gloucester, hasta que su padre obtuvo un puesto para él en el Chanticleer, comandado por el capitán Henry Foster, que entonces se estaba equipando para un viaje de estudio importante para la costa atlántica de América del Sur. Durante ese viaje, que duró desde abril de 1828 a mayo de 1831, Collinson, tomó parte activa en el trabajo científico y fue elogiado tanto por Foster como por Horatio Thomas Austin (que tomó el mando cuando Foster se ahogó en febrero de 1831) por su diligencia y por la exactitud de sus observaciones. Su conducta en el viaje le valió numerosos admiradores, en particular, del capitán Francis Beaufort, hidrógráfo de la Marina, cuya orientación personal era que desempeñase una exitosa carrera como oficial cartógrafo. 
En diciembre de 1831 Collinson se embarcó en el Aetna, comandado por el entonces capitán Edward Belcher, en un viaje de dos años de reconocimiento en la costa occidental de África. En septiembre de 1833 estaba de nuevo bajo el mando de Austin para un viaje en el barco a vapor Salamander, sustituido a los pocos meses por el Medea, a Portugal y el Mediterráneo. Durante el viaje, recibió la tan esperada noticia de su ascenso a teniente el 23 de marzo de 1835. En diciembre se incorporó al HMS Sulphur, comandado primero por el capitán Frederick William Beechey y más tarde por Belcher, para una expedición de prospección a la costa oeste de América, entre el cabo de Hornos y el monte San Elías (Alaska). Hacia el final del viaje, tuvo una disputa con Belcher, una experiencia común de los subordinados de ese oficial pendenciero, y en junio de 1838 fue trasladado a la bandera británica en el Pacífico. Volvió a Inglaterra en noviembre de 1839. 
Tras estallar la primera guerra del Opio en 1839, en 1840 Beaufort garantizó a Collinson un cargo importante como oficial cartógrafo de la flota. Su tarea principal en China era el estudio y la señalización con boyas de una serie de ríos, en particular, el río Yangtsé, que era desconocido para los navegantes europeos, lo que le permitiría a la flota británica penetrar con seguridad en las ciudades interiores. Su gran éxito fue recompensado con el ascenso a comandante el 18 de junio de 1841 y después a capitán el 23 de diciembre de 1842, con la nominación como CB. Después de la conclusión de la guerra en 1842, permaneció en China durante cuatro años, cartografiando la costa desde la isla de Zhoushan a Hong Kong. En el verano de 1846, finalmente regresó a su casa de Durham durante un largo período de descanso. 

### La expedición de búsqueda de Franklin (1850-51)

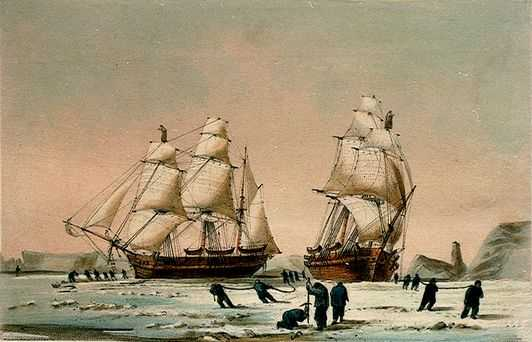
El HMS Enterprise (izquierda) y el HMS Investigator (derecha) atrapados en el hielo (Litografía coloreada de W.H. Browne (1850), del National Maritime Museum).

Tras el fracaso del intento de 1849 de James Clark Ross para localizar a la expedición perdida de Franklin (1845), el Almirantazgo decidió enviar en su búsqueda dos nuevas expediciones: una iría por el lado oriental, comandada por Horatio Thomas Austin, con dos buques de vela, el HMS Resolute y el HMS Asistance, dos vapores de apoyo, el HMS Pioneer y el HMS Intrepidy un barco de carga, el HMS North Star; otra expedición los buscaría desde el lado occidental, entrando en el paso del Noroeste, a través del estrecho de Bering. Para este expedición, el Almirantazgo, a instancias de Beaufort, eligió a Richard Collinson.
La flota partió del Támesis el 11 de enero de 1850, con Collinson al mando del HMS Enterprise y Robert John Le Mesurier McClure, su segundo al mando, a cargo del HMS Investigator (ambos en servicio desde 1848 y especialmente acondicionados para tal viaje). Durante el largo viaje el HMS Investigator demostró ser mucho más lento y quedó a la zaga. Collinson, le permitió ponerse al día en el estrecho de Magallanes, pero las naves de nuevo se separaron pronto en el Pacífico. Collinson esperó otros cinco días en Honolulu, y a continuación, el 30 de junio navegó hacia el norte con la esperanza de lograr reunirse en el estrecho de Bering.
Mostrando gran preocupación por la seguridad de su barco y tripulación, Collinson optó por evitar las aguas potencialmente peligrosas de la cadena de las islas Aleutianas, navegando alrededor de su extremo occidental. Esta decisión, tomada a pesar de la recomendación de Henry Kellett de seguir el paso de Seguam (Seguam Pass), un paso amplio y seguro a través de las Aleutianas, y con pleno conocimiento de la urgencia de alcanzar el hielo a principios de agosto, resultó desastrosa para el progreso de la expedición. Añadió una distancia considerable a la ruta de Collinson, retrasando su llegada al hielo por un margen decisivo de dos semanas, lo que permitió que McClure se adelantase. McClure había dejado Honolulu cuatro días después que Collinson, pero navegó a través del paso Seguam, bordeando punta Barrow el 7 de agosto y logrando internarse en el golfo de Amundsen y en aguas del estrecho del Príncipe de Gales, donde debió de invernar. Collinson entró en el hielo nueve días más tarde y buscó sin éxito a un paso libre a través de la banquisa durante dos semanas más; luego, abandonó el intento y optó por pasar el invierno en Hong Kong, y probar de nuevo en 1851.
En el viaje desde Honolulu en 1850, la precaución extrema Collinson había comenzado a exasperar a algunos de sus oficiales, que ya mostraban signos de indisciplina. Estaban desconcertados por su curso alrededor de las islas Aleutianas. Preguntaron con insistencia sobre la búsqueda de una ruta directa a través del mar de Beaufort hasta la isla de Banks, en lugar de intentar una ruta costera en torno a punta Barrow. Y algunos se quejaron claramente de su decisión de regresar a Hong Kong en lugar de pasar el invierno cerca de punta Barrow. Pueden haber tenido justificación al mostrar cierta frustración por la pérdida de toda una temporada, aunque Collinson se vio obligado a poner a algunos oficiales bajo arresto, a fin de mantenerlos a raya.
Después del largo viaje al sur, Collinson tenía solo seis semanas en Hong Kong para reparar y reabastecer el buque y completar de nuevo la tripulación antes de partir de vuelta hacia el norte el 2 de abril de 1851. Esta vez llegó al hielo en buena temporada, pasaron alrededor de punta Barrow el 25 de julio, y después de costear la bahía Franklin (golfo de Amundsen), puso rumbo hacia la isla de Banks, esperando reunirse allí con el HMS Investigator. Entró en el estrecho del Príncipe de Gales el 26 de agosto, por desgracia tan solo 10 días después de que el HMS Investigator hubíese salido de allí tras pasar el invierno. A mitad de camino a través del estrecho, Collinson encontró evidencias de que McClure lo había explorado antes, pero siguió hacia el extremo noreste con la esperanza, como McClure, de lograr llegar al Melville Sound y así completar el descubrimiento del paso del Noroeste. Pero ambos encontraron sus aguas bloqueadas por el hielo y debieron de regresar. Collinson quería encontrar ahora un puerto de invierno en la costa oeste de la isla de Banks. En cabo Kellett, el 6 de septiembre, encontró evidencias de que todavía seguía al HMS Investigator. Al día siguiente encontró una banquisa ya gruesa y, considerando que la costa occidental sería demasiado peligrosa para pasar el invierno, se dirigió al sur de nuevo, después de tener pocas dudas de que McClure habría sido obligado a hacer lo mismo. De hecho, el HMS Investigator aún estaba lejos de su norte y estaba a punto de quedar atrapado en la bahía de la Misericordia (Mercy Bay). Collinson, regresó al extremo sur del estrecho del Príncipe de Gales, donde, en la bahía Walker, en isla Victoria, encontró un puerto de invierno seguro. 
En contraste con muchas otras expediciones navales de búsqueda, Collinson intentó pocas exploraciones en trineo en la primavera de 1852, pero hizo una partida en trineo al norte del estrecho del Príncipe de Gales, entre el 16 de abril y el 6 de junio, para examinar la costa norte de la isla Victoria. Exploró la bahía de Wynniatt aunque, de nuevo, había sido precedido un año antes por un grupo del HMS Investigator.
El HMS Enterprise quedó libre el 5 de agosto y Collinson emprendió el estudio del Prince Albert Sound, que entonces creía que era un estrecho que dividía la isla de Victoria en tres partes. Collinson demostró que las tres partes eran, en verdad, una sola isla. Este importante descubrimiento, sin embargo, lejos de satisfacerlo, le hizo dudar sobre qué hacer a continuación. Casi desesperado, optó por continuar hacia el este a través del estrecho de los delfines y la Unión, el golfo de la Coronación y el estrecho de Dease (que se pensaba hasta ese momento que solo se podía navegar en bote, dado lo peligrosas y rocosas islas), y se dirigió a bahía Cambridge, en isla Victoria, donde pasó el invierno. Más de 50 años más tarde, Roald Amundsen, que surcó las mismas aguas en 1905 en el pequeño barco Gjoa, le dedicaría un elogioso reconocimiento por su habilidad en la negociación de estos estrechos: 

Sus sondeos y reconocimientos de este estrecho y sucio canal son muy útiles... Sir Richard Collinson parece haber sido uno de los navegantes más capaces y emprendedores que el mundo jamás haya dado. Dirigió su gran y pesado navío en unas aguas que apenas ofrecen espacio suficiente para el pequeño «Gjöa».
His soundings and surveys of this narrow and foul channel were very helpful...  Sir Richard Collinson appears to have been one of the most capable and enterprising sailors the world has ever produced. He guided his great, heavy vessel into waters that hardly offered sufficient room for the tiny '‘Gjöa.
Roald Amundsen

En la primavera de 1853 Collinson organizó un único viaje en trineos, para examinar la costa oriental de la isla Victoria en dirección norte hasta la isla de Gateshead. Esta elección fue desafortunada porque al acercarse más al norte, se encontró una nota de John Rae indicando que había buscado el mismo tramo de costa (desde tierra) dos años antes. Una y otra vez en esta expedición Collinson había buscado una región supuestamente desconocida solo para encontrar que otro explorador había llegado antes que él. Peor aún, sin embargo, fue enterarse más tarde de que esta duplicación de esfuerzos exasperante, le costó,, casi con certeza el honor de descubrir el destino de la expedición perdida de Franklin. En el viaje en trineo de 1853, como Rae antes que él, sin saberlo, Collinson había pasado a 30 millas de los últimos restos de la tripulación de retirada de Franklin, situada justo al otro lado del estrecho de Victoria en la isla del Rey Guillermo. A diferencia de Rae, había tenido todas las oportunidades para hacer cruzar hasta donde estaban los restos. Los inuit de Cambridge Bay habían tratado de dirigirle allí, incluso había planeado enviar uno de sus trineos en esa dirección, y por fin se había visto impedida solo por su incertidumbre sobre lo que los inuit estaban tratando de decirle, la inexactitud de los mapas que le enseñaban y la rugosidad del hielo en el estrecho de Victoria. Si no hubiera sabido que en la isla Victoria se estaba limitando a seguir los pasos de Rae, es casi seguro que habría ido a la isla del Rey Guillermo. A principios del verano uno de los hombres de Collinson recogió un fragmento de madera, posiblemente, un resto de la expedición de Franklin, cerca de bahía Cambridge. En ese momento, sin embargo, ya era demasiado tarde para seguir esa pista. El hielo estaba a punto de romperse y, después de dos años en el Ártico, y con el suministro de combustible bajo, Collinson se vio obligado a tomar la primera oportunidad de volver a navegar de regreso hacia el estrecho de Bering y finalmente a casa. 
La expedición, obstaculizada por el hielo y el clima, se vio obligada a pasar un invierno más en el Ártico, en la bahía Camden, en la costa norte de Alaska. En agosto de 1854 finalmente doblaron de regreso la punta Barrow y se reunieron con la tripulación del Plover, a la espera, su primer contacto con europeos en tres años. Regresaron a Inglaterra el 5 de mayo de 1855. En ese momento, el HMS Investigator había sido abandonado en la bahía de la Misericordia, en la isla de Banks y McClure y su tripulación habían sido rescatados en 1853 por Kellett y llevados de regreso a casa en 1854 en los barcos de Sir Edward Belcher, el superior de Kellett .

### Resto de carrera
A pesar de los problemas de disciplina y de haber realizado pocos descubrimientos, Collinson se ganó el elogio de los navegantes contemporáneos y de los posteriores, sobre todo por su excelente marinería en la negociación de unos canales notoriamente difíciles y su perseverancia en una expedición tan larga. Pero el aplauso de sus compañeros no se vio acompañada en el Almirantazgo, donde recibió una helada acogida. Les molestó que resucitase la cuestión de la indisciplina a bordo de su barco y solicitase que algunos de sus oficiales fuesen sometidos a un consejo de guerra. El Almirantazgo, considerando de forma amable el comportamiento de los hombres sometidos a tal viaje de prueba, prefirió dejar el asunto, una actitud que Collinson consideró como una afrenta personal. La decepción llegó cuando una comisión de la Cámara de los Comunes se sentó a juzgar las pretensiones de un premio por el descubrimiento del paso del Noroeste, presentadas por McClure, por Henry Kellett (sobre la base de su rescate de McClure), y por el propio Collinson. El caso de Collinson caso era sin duda firme: había descubierto independientemente el mismo Paso del Noroeste que McClure —a través del estrecho del Príncipe de Gales— aunque es cierto que un año después; y, además, había estado cerca de completar el descubrimiento de otro pasaje del noroeste, al sur de la isla Victoria, que, como dijo en la evidencia, al menos era navegable mientras que el de McClure no lo fue. Pero cuando el comité informó, Collinson y Kellett fueron pasados por alto con una mención de honor, mientras que McClure y sus hombres recibieron la adjudicación del premio de £ 10 000. 
Collinson, se sintió profundamente herido por la falta de reconocimiento oficial de sus logros, y la única verdadera muestra de agradecimiento vino de la Royal Geographical Society que le concedió la Medalla de su fundador en 1858. Y estaba tan amargado por el rechazo del Almirantazgo en el asunto de la disciplina que nunca más aceptó un mando. 
Mantuvo un interés activo en la exploración y en el mar. Aconsejó a Lady Franklin [Griffin] en la preparación de su expedición en el Fox de 1857-59, y comenzó a implicarse estrechamente en la labor de la Institución de Servicios Unidos (United Services Institution) y de la Royal Geographical Society, de la que se convirtió en miembro en 1855 y vicepresidente desde 1857 hasta 1875. En 1861, tras el estallido de la guerra civil estadounidense, visitó Canadá durante un corto viaje encargado de examinar los establecimientos de defensa a lo largo de la frontera desde el océano Atlántico hasta el lago Superior. Más tarde, editó el relato de los viajes de Martin Frobisher para la Sociedad Hakluyt (Hakluyt Society). 
Collinson, también comenzó a desarrollar una nueva carrera en los asuntos marítimos. En 1858 se procuró un nombramiento en Londres, en el Trinity House (como younger brother), el establecimiento responsable del mantenimiento de ayudas a la navegación, como las luces y las boyas, en las costas y los ríos de Gran Bretaña. Se involucró cada vez más en la labor del Trinity House en sus últimos años: fue elegido hermano mayor (elder brother) en 1862, y en 1875 llegó a ser jefe del establecimiento (deputy master). En ese mismo año, el Almirantazgo, al fin le ofreció el pleno reconocimiento de sus servicios, recomenda su nombramiento como caballero comendador de la Orden del Baño (KCB) y la promoción al rango de almirante (ya había alcanzado el rango de contraalmirante en 1862 y de vicealmirante en 1869). Collinson, pasó el resto de su vida trabajando en el Trinity House, y se retiró en 1883, solo cinco meses antes de su muerte.

## Reconocimientos
Collinson, fue uno de los oficiales de la marina más preciados de su época. Sus primeros éxitos como oficial de exploración, su excelente trabajo durante la guerra china, y sus logros en el Ártico le encaminaban a una brillante carrera naval que merecía un final más honroso. Al permitir que una disputa aparentemente menor de disciplina interrumpiese su carrera demuestra que tenía un carácter obstinado, pero también muestra alguna de sus cualidades más sutiles como oficial. No fue maldad lo que le llevó a buscar los tribunales militares para sus oficiales tanto tiempo después de ocurridos los hechos, sino un estricto respeto por la disciplina y la justicia que, según él, era «esencial para el confort» [essential to comfort] a bordo. A pesar de que su fuerte compromiso con la disciplina le daban, en palabras de su hermano, «unas maneras un tanto severas», [somewhat severe manner] por lo demás, era descrito como bondadoso, modesto y bienhumorado. Y aunque era terco, no era un hombre rencoroso. Durante y después de la expedición al Ártico, McClure, su subordinado, le robó gran parte de la gloria que se le debía a Collinson, pero Collinson no se unió nunca a los que le condenaban. Como compañero, Sir George Henry Richards, escribió: 

Era demasiado generoso y desinteresado para no estar de acuerdo y alegrarse por los honores que se concedieron a su segundo, que, sin la poco suspicaz y natural confianza de su jefe no habría tenido la oportunidad de hacerse famoso
he was far too generous and unselfish not to concur and to rejoice in the honours which were bestowed on his second, who, but for his chief’s unsuspicious and trusting nature would never have had the opportunity of making himself famous.
George Henry Richards

Hay varios accidentes en el ártico canadiense que llevan su nombre, como el Richard Collinson Inlet, en aguas del Viscount Melville Sound;  la ensenada Collinson, en la isla del Rey Guillermo;  el cabo Collinson, en la isla de Banks, en el golfo de Amundsen; y el cabo Collinson, en la isla de Ellesmere, en aguas de la cuenca Kane (en el estrecho de Nares).